# 城北自動車学校 (愛知県)
株式会社 城北自動車学校（かぶしきかいしゃ じょうほくじどうしゃがっこう）は、愛知県名古屋市北区金城にある愛知県公安委員会指定の自動車学校を運営する企業である。

## 概要
名古屋駅、栄、金山から最も近い自動車教習所である。学科試験に満点様のシステムを採用している。

## 営業種目
教習関係
- 普通自動車教習、身障者教習

講習関係
- 初心者講習、取得時講習、高齢者講習

認定制度
- ペーパードライバー教育課程、高齢運転者教育課程、安全運転教習課程

## 所在地
- 愛知県名古屋市北区金城一丁目1番18号

## 交通アクセス
- 名古屋市営地下鉄名城線「名城公園駅」下車、徒歩で約10分。その他無料送迎バス有。[2]